# DSO Lišovsko
Svazek obcí Lišovsko je dobrovolný svaz obcí v okresu České Budějovice. Jeho sídlem je Lišov. Svaz byl založen roku 2001. Původně sdružoval 5 obcí. Od roku 2018 je členem též obec Jivno.

## Náplň
Cílem svazu je regionální rozvoj, ochrana životního prostředí. Koordinace významných investičních akcí, obecních územních plánů a územní plánování v regionálním měřítku. Zastupování členů svazku obcí při jednání o společných věcech s třetími osobami. Propagace svazku obcí a jeho zájmového území

## Obce sdružené v mikroregionu
- Hvozdec
- Jivno (od roku 2018)
- Libín
- Lišov
- Štěpánovice
- Zvíkov